# Cyclopaedia
Cyclopaedia var ett brittiskt uppslagsverk. Det utgavs i två volymer 1728, och publicerades av Ephraim Chambers. Uppslagsverket återutgavs flera gånger under 1700-talet.